# Augustin Perwanger
Augustin Perwanger (* im letzten Drittel 15. Jahrhundert in Günzlhofen / Bayern; † 7. Januar 1528 in München) war ein bayerischer Hofmarkherr und Märtyrer der Täuferbewegung.

## Leben

Schloss Günzlhofen (um 1701)

Titelseite der Perwanger-Schrift: Alle crist glaubig menschen (1521)

Augustin Perwanger entstammte einer Günzlhofer Adelsfamilie. Über den ursprünglichen Herkunftsort des Perwanger-Geschlechts gibt es unterschiedliche Vermutungen. Während die einen auf das Tiroler Dorf Berwang bei Reutte verweisen, sehen andere Perwang am Grabensee (Oberösterreich) als Herkunftsort der Adelsfamilie.
Augustins Vater war der Hofmarkherr Jeronimus Perwanger († 1507), seine Mutter die aus Tirol stammende Anna Hörmann († 1488). Die Ehe der Eltern, aus der zwei weitere Söhne hervorgingen, wurde 1475 geschlossen. Augustin Perwanger war der älteste dieser drei Söhne. Sein jüngerer Bruder Christoph fand später ebenfalls zur Täuferbewegung und erlitt am 7. Januar 1528 gemeinsam mit ihm den Märtyrertod. Der jüngste Bruder Gregor stiftete 1514 für seinen verstorbenen Vater ein Jahresgedächtnis. Der noch erhaltenen Stiftungsurkunde ist zu entnehmen, dass die drei Brüder gemeinsam das vom Vater 1500 errichtete Schloss Günzlhofen und die dazugehörigen Besitzungen erbten. Eine Synopse der vorliegenden Daten macht es wahrscheinlich, dass Augustin Perwanger um 1480 geboren wurde.
Über die Kindheit, Jugend und Ausbildung Augustin Perwangers ist wenig bekannt. 1504 ehelichte er die gebürtige Landsbergerin Anna Soiter, die einem regional bedeutenden Patriziergeschlecht angehörte. Aus ihrer Ehe gingen zwei Kinder hervor: Eustachius und Anna.
Einer größeren Öffentlichkeit bekannt wurde Perwanger durch einen mehrjährigen Streit mit Georg Kittl, dem Pfarrer von Günzlhofen. Dieser begann im Jahr 1508 und hatte seine Ursache in der Besetzung der zur Pfarrei Günzlhofen gehörenden Filiale in Hattenhofen. Kittl hatte es abgelehnt, die Zweigstelle seelsorgerlich zu betreuen, woraufhin Perwanger die vakante Stelle mit einem Vikar besetzte und gleichzeitig versuchte, Kittl seines Amtes zu entheben. Nachdem er sich zweimal ergebnislos in dieser Angelegenheit an den Freisinger Bischof Philipp, Herzog Wilhelm IV. sowie andere Obrigkeiten gewandt hatte, verfasste er 1521 einen 16 Seiten umfassenden Brief und veröffentlichte ihn in gedruckter Form. Dieser Brief, mit dem er sich an „alle crist glaubig menschen geistlichs unnd welttlichs standts“ wandte, befindet sich heute in der Bayerischen Staatsbibliothek in München und wurde im April 2006 digitalisiert.
In der zweiten Hälfte der 1520er erreichte die Täuferbewegung den Lechrain und gewann hier zunehmend Anhänger. Zu ihnen gehörten auch Augustin und – kurze Zeit später – Christoph Perwanger. Die Frage, auf welche Weise sie mit der radikalen Reformationsbewegung in Kontakt kamen und durch wen sie die Taufe empfingen, kann mangels Quellen nicht beantwortet werden. Bereits anderthalb Jahr später erließ Herzog Wilhelm IV. ein Mandat gegen die Bewegung der Täufer, aufgrund dessen die beiden Perwanger-Brüder 1527 gefangen und nach München verbracht wurden. Dort wurden sie am 7. Januar des folgenden Jahres durch das Schwert hingerichtet. In einem zeitgenössischen Kommentar heißt es: „[...] anno 28 (= 1528) mittwochen nach dem newen jar ließ gemelter fürst zwayen edlen gebrudern zu Minchen [= München] die köpf abschlagen von der lutterischen [sic!] ketzerey wegen, von irem geschlecht genant Berwanger [= Perwanger], haben iren sitz und güter zu Ginzenhofen [= Günzlhofen] gehapt“. Mit Augustin und Christoph Perwanger enthauptet wurde ein weiterer Täufer, der Müller von Mittelstetten, über dessen Namen die Quellen schweigen. Das Geschichtbuch der Hutterischen Brüder berichtet von weiteren sechs Täufern, die an diesem Tag auf dem Scheiterhaufen verbrannt wurden. Unter ihnen war Hans Feirer, Diener der christlichen Gemein. Auch wurden drei Ehefrauen der letztgenannten Täufer an diesem Tag ertränkt. Die Perwanger-Brüder und der bereits erwähnte Müller werden in diesem Eintrag ebenfalls erwähnt: „[...] auch zwo von Adel, die Bergwangerin [= Perwanger] genannt, samt einem Müller geköpft“.
In einer weiteren von Drexler zitierten Quelle wird berichtet, die Perwanger-Brüder hätten vor Gericht ihre täuferischen Anschauungen widerrufen. Für diesen Widerruf – so Drexler – spricht die Tatsache, dass Augustin und Christoph nicht bei lebendigem Leib verbrannt, sondern – gewissermaßen als ein Akt der Gnade – zur Hinrichtung durch das Schwert verurteilt wurden. Außerdem sei ihr Besitz nicht konfisziert, sondern der Perwanger-Familie überlassen worden. Gegen einen Widerruf spricht allerdings der im Kloster Rebdorf (bei Eichstätt) vorgefundene Chronik-Eintrag zum Jahr 1528, verfasst durch den Prior Kilian Leib: „Bei denen, die in München zum Tode verurteilt wurden, sind zwei leibliche Brüder aus adeligem Geschlecht mit Namen Perwanger geköpft worden, da die Wiedertäufer durch keinerlei Vernunftgründe dazu gebracht werden konnten, ihren Irrtum zuzugeben [sic!], und so wurden sie ein drittes Mal, freilich mit Blut getauft [...]“.
Nach dem Tod seines Vaters übernahm Eustach Perlwanger das Amt des Hofmarksherrn von Günzlhofen und versah es gleichzeitig mit dem von Meringerzell. Seine Schwester Anna verheiratete sich mit Heimeran Nußberger zu Bremberg. Sie starb am 29. Mai 1571.